# Richard Richards
Richard Noel Richards (* 24. dubna 1946 v Key West, stát Florida, USA), americký kosmonaut. Ve vesmíru byl čtyřikrát.

## Život

### Mládí a výcvik
Střední školu ukončil v roce 1964, poté absolvoval vysokoškolské studium na Univerzitě of Missouri, nástavbu v letech 1969–1970 na Univerzitě of West Florida.
Do NASA vstoupil v květnu 1980.

### Lety do vesmíru
Na oběžnou dráhu se v raketoplánech dostal čtyřikrát a strávil ve vesmíru 33 dní, 21 hodin a 29 minut.
- STS-28 Columbia (8. srpna 1989 – 13. srpna 1989), pilot
- STS-41 Discovery (6. října 1990 – 10. října 1990), velitel
- STS-50 Columbia (25. června 1992 – 9. července 1992), velitel
- STS-64 Discovery (9. září 1994 – 20. září 1994), velitel

### Po letu
Tři roky po svém posledním letu z oddílu astronautů NASA odešel a nastoupil do výcvikového střediska JSC v Houstonu.